# Kisláng, Fejér
Kisláng  este un sat în districtul Polgárd, județul Fejér, Ungaria, având o populație de 2.612 locuitori (2011). 

## Demografie
Componența etnică a satului Kisláng
     Maghiari (98,17%)
     Romi (1,21%)
     Necunoscut (0,43%)
     Germani (0,19%)
     Alții (0,43%)
Componența confesională a satului Kisláng
     Romano-catolici (45,33%)
     Fără religie (10,8%)
     Reformați (10,18%)
     Necunoscută (32,66%)
     Alte religii (1,49%)
Conform recensământului din 2011, satul Kisláng avea 2.612 locuitori. Din punct de vedere etnic, majoritatea locuitorilor (98,17%) erau maghiari, cu o minoritate de romi (1,21%). Apartenența etnică nu este cunoscută în cazul a 0,43% din locuitori. Nu există o religie majoritară, locuitorii fiind romano-catolici (45,33%), persoane fără religie (10,8%) și reformați (10,18%). Pentru 32,66% din locuitori nu este cunoscută apartenența confesională.